# Ночь перед судом
Ночь перед судом — рассказ Антона Павловича Чехова. Впервые опубликован в 1886 году в журнале «Осколки» № 5 от 1 февраля, с подзаголовком «Случай из моей медицинско-шарлатанской практики». Рассказ вошёл в сборник «Невинные речи» с подзаголовком «Рассказ подсудимого».

## Сюжет
Гражданин Зайцев едет в окружной суд, где будет слушаться его дело по обвинению в двоежёнстве. Остановившись на ночь на станции, Зайцев встречает Зиночку — девушку, ночующую в соседней комнате и страдающую от клопов. Назвавшись доктором, под предлогом обработки постели персидским порошком, Зайцев приходит в её комнату, где встречает мужа Зиночки — статского советника Фёдора (Федю), появление которого стало для него неприятной неожиданностью. Между ними завязался разговор и выяснилось, что Зиночка испытывает в груди теснящие боли. Несмотря, на практическое отсутствие врачебных навыков, Зайцев был вынужден осмотреть её и выписать импровизированный рецепт, чтобы не раскрыть свой обман. На следующий день в суде, Зайцев снова увидел Фёдора уже в качестве прокурора по своему делу. Оба они занервничали и Зайцев понял, что положение у него плохое: «...По всем признакам, прокурор решил упечь меня...». Рассказ обрывается на перерыве заседания и дальнейшая судьба Зайцева остаётся неизвестной.

## Пьеса
На основе рассказа Чеховым была написана одноимённая пьеса, сюжет которой остался практически неизменным, за исключением некоторых деталей. К преступлениям Зайцева добавились подделка завещания и покушение на убийство; более подробно описан «осмотр» Зиночки; полностью отсутствует описание событий утра следующего дня, когда Зайцев получает от Фёдора деньги, а затем они снова встречаются в суде. По многим признакам пьеса считается неоконченной — сокращения слов в рукописи, её черновой вид и отсутствие слова «Занавес», которым Чехов всегда заканчивал пьесы.
В 1914 году пьеса была отправлена на рассмотрение в драматическую цензуру (вероятнее всего М. П. Чеховой) и 24 марта 1914 года была  разрешена к показу.